# Плоское (Новосибирская область)
Пло́ское — село в Сузунском районе Новосибирской области России. Входит в состав Шарчинского сельсовета.

## География
Площадь села — 31 гектар.

## Население
| 2002 | 2007 | 2010 |
| ---- | ---- | ---- |
| 270  | ↘246 | ↘217 |

## Инфраструктура
В селе по данным на 2007 год функционирует 1 учреждение здравоохранения.